# Across the River and Into the Trees (filme)
Across the River and Into the Trees é um filme canado-ítalo-britânico baseado no romance homônimo de 1950, de Ernest Hemingway. Produzido pela Tribune Pictures, o filme é dirigido por Paula Ortiz a partir de um roteiro de Peter Flannery. É estrelado por Liev Schreiber, Matilda De Angelis, Laura Morante, Javier Cámara, Giancarlo Giannini, Josh Hutcherson e Danny Huston. O filme estreou em 30 de março de 2022 no Sun Valley Film Festival.

## Premissa
Across the River and Into the Trees conta a história do coronel Richard Cantwell, um personagem semi-autobiográfico ferido e danificado tanto física quanto mentalmente pela guerra, buscando paz interior e tentando chegar a um acordo com sua própria mortalidade. Determinado a passar um fim de semana em uma solidão tranquila, ele comanda um motorista militar para facilitar uma visita a seus antigos redutos em Veneza. À medida que os planos de Cantwell começam a se desfazer, um encontro casual com uma jovem notável começa a reacender nele a esperança de renovação. Baseado no último romance completo de Hemingway publicado em sua vida, a trama captura um momento fugaz de imortalidade onde o tempo para. A história contém os grandes temas de Hemingway de amor, guerra, juventude e idade.

## Elenco
- Liev Schreiber como Coronel Richard Cantwell
- Matilda De Angelis como Renata Contarini
- Laura Morante como Contessa Contarini
- Josh Hutcherson como Jackson
- Danny Huston como Capitão Wes O'Neil

## Produção

### Desenvolvimento e pré-produção
Em 2016, Pierce Brosnan, Isabella Rossellini e María Valverde juntaram-se ao elenco de uma adaptação de Na Outra Margem, entre as Árvores, romance de Ernest Hemingway, com Martin Campbell definido para dirigir a partir de um roteiro de Peter Flannery. Em 7 de setembro de 2020, foi anunciado que Paula Ortiz substituiria Campbell como diretora, e que os demais papéis seriam reformulados. No mesmo dia, Liev Schreiber foi escalado para o papel principal do projeto como Coronel Richard Cantwell, com Matilda De Angelis, Laura Morante, Javier Cámara e Giancarlo Giannini também definidos para estrelar. Em novembro, Josh Hutcherson foi adicionado ao elenco, com Danny Huston ingressando no ano seguinte em fevereiro.

### Filmando
A fotografia principal do filme estava programada para começar em Veneza em outubro de 2020, no meio da pandemia COVID-19 na Itália com o diretor de fotografia Javier Aguirresarobe. Em 3 de março de 2021, foi noticiado exclusivamente pela Screen International que a produção havia sido concluída e que a edição seria feita por Kate e Stuart Baird.